# الطبال (مسلسل)
الطبال هو مسلسل تلفزيوني مصري عرض في رمضان 2016 - 1437.

## ملخص القصة
تدور أحداث المسلسل حول الطبال (صالح) الذي يعمل في أحد الملاهي الليلية سرا، ويتولى زعامة عصابة لتهريب الشباب ضمن هجرات غير شرعية محاولا أن يرتقى بحياته وحياة أسرته بعد أن أضاع والده حقوقهم المالية بسبب إدمانه للعب القمار، وفي نفس الوقت يعمل كمرشد للشرطة للكشف عن الأشخاص الإرهابيين الذين يهددون بعض الشخصيات العامة بالاغتيال .

## بطولة
| - أمير كرارة: صالح أبو جازية - روجينا: سوسكا (سهام) - وليد فواز: شريف العدوي - عمر السعيد: شامي أبو جازية - أمل رزق: ست الحسن - ريم مصطفى: حبيبة - مي عمر: هدى - خالد كمال: جلبو | - شريف عمر:الشيخ نور - سامية الطرابلسي:ايمان أبو طالب - مصطفى أبو سريع:عميرة - عبد العزيز حسين: - محمود حجازى: رضا - رامي الطمباري: - أحمد صيام: فراج أبو طالب | - صبري عبد المنعم: والد صالح - ضياء الميرغني: حربي أبو جازية - خالد محمود: ضابط |